# Niamh Fisher-Black
Niamh Fisher-Black (Nelson, 12 agosto 2000) è una ciclista su strada neozelandese che corre per il team Lidl-Trek. Scalatrice, ha vinto la classifica giovani al Giro Donne nelle edizioni 2021 e 2022.

## Biografia
È la sorella maggiore del ciclista Finn Fisher-Black.

## Palmarès

### Strada
- 2020 (Bigla-Katusha, tre vittorie)

Gravel and Tar Classic
Campionati neozelandesi, Prova in linea Under-23
Campionati neozelandesi, Prova in linea Elite
- 2022 (Team SD Worx, una vittoria)

Campionati del mondo, In linea Under-23
- 2023 (Team SD Worx, una vittoria)

4ª tappa Giro di Svizzera femminile (Ebnat-Kappel > Ebnat-Kappel)
- 2024 (Team SD Worx, due vittorie)

3ª tappa Setmana Ciclista - Volta a la Comunitat Valenciana fémines (Alicante > Xorret de Catí)
3ª tappa Giro d'Italia (Sabbioneta > Toano)

#### Altri successi
- 2021 (Team SD Worx)

Classifica giovani Vuelta a Burgos Feminas
Classifica giovani Giro d'Italia Donne
Classifica giovani Ladies Tour of Norway
- 2022 (SD Worx)

Classifica giovani Festival Elsy Jacobs
Classifica giovani Itzulia Women
Classifica giovani Giro d'Italia Donne
- 2023 (Team SD Worx)

Classifica generale Giro di Svizzera femminile

## Piazzamenti

### Grandi Giri
- Giro d'Italia

2020: 21ª
2021: 9ª
2022: 5ª
2023: 9ª
2024: 10ª
- Tour de France

2024: 14ª
- Vuelta a España

2023: 20ª
2024: 7ª

### Competizioni mondiali
- Campionati del mondo

Innsbruck 2018 - In linea Junior: 36ª
Imola 2020 - In linea Elite: 15ª
Fiandre 2021 - In linea Elite: 91ª
Wollongong 2022 - In linea Elite: 12ª
Wollongong 2022 - In linea Under-23: vincitrice
Glasgow 2023 - In linea Elite: 55ª
Zurigo 2024 - In linea Elite: 25ª
- Campionati del mondo gravel

Veneto 2023 - Elite: 8ª
- Giochi olimpici

Parigi 2024 - In linea: 31ª